# Meu Rico Português
Meu Rico Português foi uma telenovela brasileira produzida e exibida pela extinta Rede Tupi às 19h00, de 17 de fevereiro a 20 de setembro de 1975, substituindo A Barba-Azul e sendo substituída por Um dia, o Amor, tendo 189 capítulos Foi escrita e dirigida por Geraldo Vietri, com supervisão de Carlos Zara.
Conta com Jonas Mello, Márcia Maria, Paulo Figueiredo, Dina Lisboa, Maria Estela, Wilson Fragoso, Marisa Sanches e Arlete Montenegro nos papeis principais.
Dos 189 capítulos originalmente exibidos, apenas 10 foram preservados, estando sob a guarda da Cinemateca Brasileira.

## Enredo
Em uma mansão em Higienópolis, São Paulo, vive Veridiana, uma viúva milionária, acompanhada de sua dama de companhia Ida Flag, do mordomo Afonso e da empregada Luzia. Por não ter tido filhos, trata os sobrinhos com mimos em excesso, o que faz com que seus cunhados, Ofélia e Florêncio – irmãos de seu falecido marido – também vivam às suas custas. Apesar dos defeitos de Ofélia, Veridiana gosta dela pois sabe que ela é uma mãe dedicada, que vive para os três filhos filhos: Walquíria esconde um bom coração por baixo de uma arrogância superficial, estando noiva do mau-caráter Ricardo; enquanto os gêmeos Wagner e Werner são dois mulherengos desocupados.
Já Florêncio tem problemas com álcool e é casado com a ambiciosa Letícia, que não suporta a situação, mas mantém o casamento apenas pela chance de colocar as mãos no dinheiro de Veridiana. Eles são pais de Loreta, que tenta de todas as maneiras conquistar Daniel, o motorista de Veridiana e irmão de Dora – que é apaixonada por Florêncio mesmo ele sendo bem mais velho e, aos poucos, consegue tirá-lo do alcoolismo. 
A vida da família muda completamente quando chega de Portugal o jovem Severo Salgado para investir no ramo imobiliário no Brasil e conhece Veridiana. Após salvar a vida da milionária, o português se torna seu grande amigo e confidente, fazendo com que Veridiana veja que não deve sustentar um monte de parentes parasitas de seu finado marido. Ela então decide cortar as mordomias de todos eles, fazendo com que eles tenham que trabalhar nas empresas da família para provarem seu valor, causando uma grande revolta e conspirações internas. Além disso, Veridiana também se torna cupido na aproximação de Walquíria e Severo, que apesar de diferentes, descobrem um grande amor. O casal, no entanto, tem como empecilho Ricardo, que não aceita perder Walquíria, nem a chance de colocar as mãos na fortuna de uma das herdeiras futuramente.
Ainda há a história do alemão Rudolph, sócio de Severo na Imobiliária Germânica e casado com Gertrude, que vive desesperada com o jeito mulherengo do marido. Ambos se tornam pais adotivos de Fritz, um menino negro que encontraram numa lata de lixo e contam com a ajuda da cômica tia Frida.

## Elenco
| Ator                    | Personagem                  |
| ----------------------- | --------------------------- |
| Jonas Mello             | Severo Salgado Sales        |
| Márcia Maria            | Walquíria Peixoto Magalhães |
| Paulo Figueiredo        | Ricardo Alexandre           |
| Dina Lisboa             | Srª. Veridiana Magalhães    |
| Maria Estela            | Ofélia Peixoto Magalhães    |
| Wilson Fragoso          | Florêncio Magalhães         |
| Marisa Sanches          | Letícia de Moura Camargo    |
| Arlete Montenegro       | Dora Castilho               |
| Cláudio Corrêa e Castro | Rudolph Wolgang             |
| Elizabeth Hartmann      | Gertrude Wolgang            |
| Flávio Galvão           | Daniel Castilho             |
| Gilmara Sanches         | Loreta de Moura Camargo     |
| Flamínio Fávero         | Werner Camargo              |
| Olney Cazarré           | Wagner Camargo              |
| Etty Fraser             | Frida Wolgang               |
| Ruthinéia de Moraes     | Ida Flag                    |
| Jacira Sampaio          | Luzia                       |
| Osmano Cardoso          | Afonso                      |
| Rosa Maria Pestana      | Laurinda                    |
| Chico Martins           | Aquiles Peixoto             |
| Wálter Prado            | Rangel                      |
| Norah Fontes            | Mercedes                    |
| Glauce Graieb           | Norma                       |
| Olívia Camargo          | Madalena                    |
| Odair Toledo            | Fritz Wolgang               |
| Felipe Levy             | Leandro                     |
| Regiani Ritter          | Cláudia                     |
| Chica Martins           | Edite                       |
| Antônio Leite           | Dr. Gomes                   |
| Leonor Navarro          |                             |
| Miro Ferri              |                             |
| Aldo Bueno              |                             |
| Amália Rodrigues        |                             |

## Trilha sonora

### Nacional
1. "Chegada" - Rolando Boldrin
2. "Sei Lá... Sabe" - Edith Veiga
3. "Estranha Forma de Vida" - Francisco Egydio
4. "Dúvida" - Rosemary
5. "Estou Aqui" - Os 3 Moraes
6. "Interlúdio" - Orquestra Renato de Oliveira
7. "Pomba Branca" - Célia
8. "Resto de Vida" - Gilbert
9. "Ele Sem Palavras" - Milena
10. "Legato a Te" - Ary Sanches
11. "Cantiga Franca" - Rosa Maria
12. "Engano" - Orquestra Renato de Oliveira

- Sonoplastia: Pedro Jacinto
- Coordenação de repertório: Alberto Ferreira
- Direção de produção: Cayon Gadia

### Internacional
1. "E Depois do Adeus" - Luiz Arruda Paes e Orquestra (tema de abertura)
2. "Tu Sola Con Me "- Sergio Endrigo (tema de Severo e Walquíria)
3. "O Tempo Volta Pra Trás" - Rosa Maria Morais (tema de Gertrude)
4. "Sad Sweet Dreamer" - Sweet Sensation (tema de Walquíria)
5. "Denn Wir Sind Fureinader Bestimmt" - Peter Alexander (tema da família alemã)
6. "E Depois do Adeus" - Sebastião Manuel (tema de encerramento)
7. "Thinking Of You / You're All I Need" - Jay Dee (tema de Walquíria)
8. "Sinfonia n° 5 em Ré Maior, Opus 107 "La Reforma" de Mendelssohn - III Movimento (Adagio)" - Waldo de Los Rios (tema de Dona Mercedes)
9. "Foi Deus" - Sebastião Manuel (tema de Rudolf e família)
10. "Canoas do Tejo" - Manuel Taveira (tema de Loreta)
11. "World Of Dreams" - Martin Dale (tema de Letícia)
12. "Take Away The Sunshine" - Tom Waite (tema de Daniel)

- Direção de produção: Cayon Gadia